# Bündnis Grundeinkommen
Das Bündnis Grundeinkommen, Kurzbezeichnung BGE (vollständiger Name: Bündnis Grundeinkommen (BGE) – Die Grundeinkommenspartei), war eine monothematische deutsche Kleinstpartei, die im Programm und in ihrer Satzung für die Einführung des bedingungslosen Grundeinkommens in Deutschland eintrat. Das Bündnis Grundeinkommen wurde am 25. September 2016 in München gegründet.

## Selbstverständnis und Ziele
Das Bündnis Grundeinkommen sieht im bedingungslosen Grundeinkommen eine zentrale Möglichkeit, der aus ihrer Sicht größer werdenden Einkommensschere entgegenzuwirken. Bereits heute reichten die klassische Erwerbsarbeit und herkömmliche Sozialleistungen nicht mehr aus, um in Deutschland Versorgungssicherheit zu erhalten und nachhaltig zu gestalten.
Da sich keine im Bundestag vertretene Partei für die Einführung des bedingungslosen Grundeinkommens einsetzt und es in Deutschland keine bundesweiten Volksentscheide gibt, will das BGE als Partei die „jahrelange Arbeit der Initiativen und Netzwerke 2017 in die Parlamente“ tragen. Laut Parteisatzung soll sich die Partei auflösen, wenn in Deutschland ein bedingungsloses Grundeinkommen eingeführt ist, und sich in eine gemeinnützige Stiftung des öffentlichen Rechts zu dessen Bewahrung umwandeln. Die Partei erlaubt Doppelmitgliedschaft, das heißt, es können auch Mitglieder anderer Parteien beitreten. Das Bündnis Grundeinkommen favorisiert kein spezifisches Umsetzungsmodell des Grundeinkommens. Die Partei übernimmt die Definition des Netzwerks Grundeinkommen, des deutschen Partners des Basic Income Earth Network (BIEN), für die Bedingungslosigkeit eines Grundeinkommens durch die vier Kriterien:
- Existenz und die gesellschaftliche Teilhabe sichernd
- individueller Rechtsanspruch
- ohne Bedürftigkeitsprüfung
- ohne Zwang zu Arbeit oder anderen Gegenleistungen

## Organisation
Der Bundesvorstand des Bündnisses Grundeinkommen besteht aus dem Vorsitzenden, stellvertretenden Vorsitzenden, Schatzmeister und Stellvertreter sowie jeweils einem Beisitzer aus den Bundesländern als Bindeglied zwischen Bundesverband und Landesverbänden sowie Landesinitiativen zum BGE.

## Wahlteilnahmen
Die erste Teilnahme der Partei an Wahlen war am 26. März 2017 bei der Landtagswahl im Saarland im Wahlkreis Saarbrücken, einem der drei Wahlkreise im Saarland, und erreichte 286 Stimmen (0,2 % im Wahlkreis Saarbrücken, damit 0,1 % landesweit). Im April 2017 wurde sie mit einer Landesliste zur Teilnahme an der Landtagswahl in Nordrhein-Westfalen am 14. Mai 2017 zugelassen. Die Partei erhielt 5.260 Stimmen (0,1 %).
Am 7. Juli 2017 wurde das Bündnis vom Bundeswahlausschuss zur Bundestagswahl 2017 zugelassen, bei der die Partei in allen 16 Bundesländern antrat und 97.386 Stimmen (0,2 %) erreichte. Die höchsten Ergebnisse erzielte die Partei mit jeweils 0,5 % in den Bundesländern Bremen und Hamburg.
Zur Landtagswahl in Niedersachsen 2017 trat die Partei ebenfalls an und erhielt 5.144 Stimmen und damit 0,1 %. Bei der Landtagswahl in Hessen 2018 erhielt die Partei 3.017 Stimmen und damit wieder 0,1 %.
Bei der Europawahl 2019 in Deutschland erhielt die Partei 40.834 (0,1 %) der Stimmen. Im Jahr 2019 trat die Partei zur Landtagswahl in Thüringen 2019 an und erhielt dabei 2700 Stimmen (0,2 %).

## Geschichte

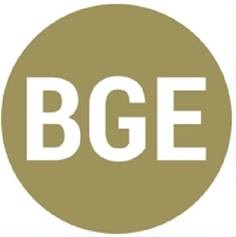
Vormaliges Logo des Bündnisses Grundeinkommen

Im Frühjahr 2016 begannen die Planungen, eine Ein-Themen-Partei für ein bedingungsloses Grundeinkommen zu gründen. So wurde die Partei von 32 Personen während der Woche des Grundeinkommens am 25. September 2016 im Eine-Welt-Haus in München gegründet. Im März 2017 hatte die Partei 200 Mitglieder. Einer der Gründe für die Gründung der Partei war 2015 die ausbleibende Einführung einer Enquete-Kommission der Grünen und der Linken für ein bedingungsloses Grundeinkommen.
Erster Parteivorsitzender war Ronald Trzoska, erster stellvertretender Vorsitzender war Arnold Schiller. Am 26. März 2017 wurden Susanne Wiest als Vorsitzende und Cosima Kern als stellvertretende Vorsitzende gewählt, die am 6. Dezember 2017 von ihren Ämtern zurückgetreten sind. Am 27. Januar 2018 wurden auf einer außerordentlichen Mitgliederversammlung (Parteitag) der Vorsitzende Carl-Richard Klütsch, dessen Stellvertreterin Iris A. Hollweg sowie als Schatzmeister Meinolf Heufken-Jaekel in Verbindung mit dessen Stellvertreter Gerhard Wagner gewählt. Auf dem folgenden ordentlichen Parteitag am 26./27. Mai 2018 in Kassel lösten dann Alina Komar als Vorsitzende, Moritz Meisel als stellvertretender Vorsitzender sowie Ronald Heinrich und Dirk Schmelz als Bundesschatzmeister und sein Stellvertreter das bisherige Präsidium ab. Auf dem ordentlichen Parteitag am 28./29. September 2019 in Kassel wurden Carl-Richard Klütsch als Vorsitzender, Claudia Röse als stellvertretende Vorsitzende sowie Thomas Rehmet und Christian Simon als Bundesschatzmeister und sein Stellvertreter in das neue Präsidium gewählt. Im Dezember 2020 legte die stellvertretende Vorsitzende ihr Amt unerwartet nieder und verließ das Bündnis Grundeinkommen.
Der damalige BGE-Vorsitzende Klütsch fungierte im Januar 2021 als Versammlungsleiter bei einer geplanten Parteigründung von Anhängern der Querdenker-Bewegung, die von der Polizei wegen Verstoß gegen die Abstandsregeln aufgelöst wurde. Der Bundesvorstand des BGE missbilligte den Vorgang und forderte Klütsch zum Rücktritt auf. Am 13. März 2021 wurde in Berlin das Präsidium auf einem ordentlichen Parteitag neu gewählt mit Martin Sonnabend als Vorsitzendem, Ulrich Schmid als seinem Stellvertreter, Detlev Lück als Bundesschatzmeister und Joachim Fiedler als seinem Stellvertreter.
Auf dem Bundesparteitag am 9. und 10. Juli 2022 in Rödinghausen wurden der Bundesvorsitzende Martin Sonnabend und der stellvertretende Bundesschatzmeister Joachim Fiedler in ihren Ämtern bestätigt. Als neue Präsidiumsmitglieder wurden Theresa Tappe zur stellvertretenden Bundesvorsitzenden und Christoph Arnold zum Bundesschatzmeister ebenfalls einstimmig gewählt.

### Abspaltung
Im Vorfeld der Bundestagswahl 2021 verließ der dreiköpfige Bremer Landesvorstand das BGE und gründete die Vereinigung Grundeinkommen für Alle. Diese wollte zur Bundestagswahl antreten, wurde aufgrund zu geringer Mitgliederzahl (22) jedoch nicht als Partei anerkannt. Zur Bürgerschaftswahl in Bremen 2023 trat die GFA im Wahlbereich Bremen an und erreichte 0,4 % der Stimmen in der Hansestadt.